# Russula adusta
Russula adusta es una especie de hongo basidiomiceto de la familia Russulaceae.

## Características
La forma del sombrero (píleo) es convexo aplanado, puede medir hasta 15 cm de diámetro, su color es amarronado y negruzco, el estipe es cilíndrico, de color blanquecino y puede medir una altura de 8 cm y su ancho puede alcanzar los 4 cm.
Crece en los últimos meses de verano y en los meses del otoño en las zonas húmedas de los bosques de coníferas en América del Norte y Europa.

## Comestibilidad
- No es comestible.